# Embarquement immédiat (série télévisée)
Pour les articles homonymes, voir Embarquement immédiat et Flying High.
Embarquement immédiat (Flying High) est une série télévisée américaine créée par Dawn Aldredge et Martin Cohan composée d'un pilote de 90 minutes diffusé le 28 août 1978 suivi de 18 épisodes de 45 minutes dont seulement quinze épisodes ont été diffusés entre le 29 septembre 1978 et le 23 janvier 1979 sur le réseau CBS.
En France, la série a été diffusée à partir du 15 août 1978 sur Antenne 2.

## Synopsis
À l'instar de La croisière s'amuse où l'action se passe sur un bateau de croisière, Embarquement immédiat est une série d'aventures de trois hôtesses de l'air à l'aéroport international de Los Angeles et sur différents vols où elles rencontrent toujours des gens ordinaires et peu ordinaires.

## Distribution
- Connie Sellecca : Lisa Brenton
- Kathryn Witt : Pam Bellagio
- Pat Klous (en) : Marcy Bowers
- Howard Platt (en) : le commandant Doug March
- Ken Olfson (en) : Raymond Strickman
- John Gavin : Sinclair
- Victor Buono : Mason Smith
- Ross Martin : Ben Roberts

## Épisodes
1. Pilot
2. Le mal de l'air (Fear of Cheesecake)
3. A Hairy Yak Plays Musical Chairs Eagerly
4. Contrebande (The Marcy Connection)
5. The Great Escape
6. Un hôtel de rêve (In the Still of the Night)
7. Les mauvaises plaisanteries (The Vanishing Point)
8. La fille de directeur (Beautiful People)
9. Rien de va plus (High Rollers)
10. Ah ! Les beaux week-ends (Palm Springs Weekend)
11. Le sénateur (South by Southwest)
12. Brides and Grooms
13. Le commandant connait la chanson (Swan Song for an Ugly Duckling)
14. Espoir (Great Expectations)
15. Ladies of the Night
16. Séduction (Eye Opener)
17. Le défi (The Challenges)
18. It Was Just One of Those Days
19. La mode (Fun Flight)